# Galactic Civilizations II: Dread Lords
Galactic Civilizations II: Dread Lords est un jeu vidéo développé par Stardock et édité par Paradox. Il s’agit d’un jeu de stratégie au tour par tour de type 4X. Il est publié pour Windows en février 2006 en Amérique du Nord, puis en mars en Europe..

## Scénario
L’histoire se déroule en 2225. Cinquante ans avant les événements du jeu, les humains inventèrent une technologie appelée « Hyperpropulsion » qui permet aux vaisseaux de parcourir de grandes distances dans la galaxie.

## Accueil
- 1UP.com : A[3]
- Eurogamer : 8/10[4]
- Gamekult : 8/10[5]
- GameSpot : 9/10[6]
- IGN : 8,7/10[7]
- Jeuxvideo.com : 15/20[8]

## Extensions

### Dark Avatar
Galactic Civilizations II: Dark Avatar est la première extension du jeu sortie le 8 février 2007.

### Twilight of the Arnor
Galactic Civilizations II: Twilight of the Arnor est la deuxième extension du jeu sortie le 30 avril 2008.

## Compilations
Ces deux extensions ont été regroupées dans le stand alone Galactic Civilizations II: Endless Universe en Europe, et Galactic Civilizations II: Ultimate Edition en Amérique.